# Андреевцы (Гродненская область)
Андре́евцы (бел. Андрэ́еўцы, пол. Andrzejowce) — деревня в Сморгонском районе Гродненской области Беларуси.
Входит в состав Жодишковского сельсовета.
Расположена у северо-западной границы района на правобережьи реки Вилия. Расстояние до районного центра Сморгонь по автодороге — около 27 км, до центра сельсовета агрогородка Жодишки по прямой — чуть более 7 км. Ближайшие населённые пункты — Городьково, Дубок, Сыроватки.
Согласно переписи население Андреевцев в 1999 году насчитывало 88 человек.
Автодорогой местного значения Н6735 деревня связана с автодорогой Малиновая — Сыроватки — Андреевцы — Поляны.